# Markedsføringsloven
Markedsføringsloven er en markedsretlig lov, der har til formål at implementere en række EU-direktiver og at sikre en virksom konkurrence på markedet. Dette formål søges opnået gennem fastsættelsen af nogle minimumsstandarder. Disse minimumsstandarder udgør praktisk set en adfærdsregulering, eftersom de pålægger virksomheder at handle under hensyn til både konkurrenter og forbrugere. Loven indeholder både en generalklausul og nogle specifikke regler.
Ved markedsføring forstås enhver handling, der foretages i erhvervsøjemed. Dermed er privat erhvervsvirksomhed omfattet af loven. Offentlig virksomhed er også omfattet af loven, hvis den offentlige virksomhed agerer på et marked, hvor der er private konkurrenter (f.eks. markedet for hjemmehjælp). 
Generalklausulen siges at indeholde lovens overordnede norm. Dermed er der ikke tale om en bestemmelse med selvstændigt indhold, der kan umiddelbart håndhæves. Generalklausulen skal således læses i sammenhæng med lovens øvrige regler; der igen skal læses i lyset af generalklausulen.
Blandt de specifikke regler findes regulering af bl.a. vildledende og utilbørlig markedsføring, reklameidentifikation, uanmodet henvendelser pr. telefon og e-mail, krav til sælgers vejledning om et produkts funktion, særlige regler om markedsføring mod børn, rabatkuponer, lodtrækninger og præmiekonkurrencer, prisoplysning og købsopfordring.
Reglerne mod salgsfremmende foranstaltninger som rabatkuponer, lodtrækninger og præmiekonkurrencer blev ophævet i 2011 efter krav fra EU, idet EU-domstolen havde vurderet, at de var i strid med EU's direktiv om urimelig handelspraksis.
Loven administreres af Forbrugerombudsmanden.